# مؤسسة الملك سلمان غير الربحية
مؤسسة الملك سلمان غير الربحية هي مؤسسة خاصة تأسست بأمر ملكي في 19 سبتمبر 2024 من قبل خادم الحرمين الشريفين الملك سلمان بن عبدالعزيز آل سعود. تهدف المؤسسة إلى دعم القطاع غير الربحي في المملكة العربية السعودية وتعزيز دوره في المجتمع من خلال تنفيذ مشروعات وبرامج تهدف إلى تنمية الإنسان وتطوير الثقافة والاعتزاز بالهوية الوطنية.

## المراكز الثقافية
تتضمن أنشطة المؤسسة 3 من المراكز الثقافية التي تُعتبر الذراع الثقافي لها.
- مكتبة الملك سلمان، وتقع ضمن مشروع بوابة الدرعية.
- متحف الملك سلمان، ويقع أيضًا ضمن مشروع بوابة الدرعية.
- متحف المجتمع السعودي، ويقع في حديقة الملك سلمان.[2]